# USS Buffalo (CL-110)
USS Buffalo (CL-110) – amerykański lekki krążownik typu Fargo.

## Historia
Stępka okrętu została położona 3 kwietnia 1944 w stoczni New York Shipbuilding Corporation w Camden, ale w związku z postępem walk w czasie II wojny światowej, kontrakt na budowę okrętu został anulowany 12 sierpnia 1945, a kadłub został złomowany na pochylni.